# Edward Ivory
Edward Ivory (...) è un attore e doppiatore statunitense.

## Biografia
Noto per aver collaborato principalmente con Tim Burton, è stato presente in molti dei suoi film interpretando numerosi personaggi di contorno. 
È principalmente noto per la voce di Babbo Natale in Nightmare Before Christmas, che inizialmente sarebbe dovuta essere di Vincent Price.
Si è ritirato nel 2017 pur continuando ad apparire in brevi cameo.

## Filmografia

### Cinema
- Pee-wee's Big Adventure, regia di Tim Burton (1985)
- Beetlejuice - Spiritello porcello (Beetlejuice), regia di Tim Burton (1988)
- Batman, regia di Tim Burton (1989)
- Edward mani di forbice (Edward Scissorhands), regia di Tim Burton (1990)
- Batman - Il ritorno (Batman Returns), regia di Tim Burton (1992)
- Ed Wood, regia di Tim Burton (1994)
- Mars Attacks!, regia di Tim Burton (1996)
- La fabbrica di cioccolato (Charlie and The Chocolate Factory), regia di Tim Burton (2005)
- Alice in Wonderland, regia di Tim Burton (2010)
- Dark Shadows, regia di Tim Burton (2012)
- Miss Peregrine - La casa dei ragazzi speciali (Miss Peregrine's Home for Peculiar Children), regia di Tim Burton (2016)
- Dumbo, regia di Tim Burton (2019)

### Animazione
- Nightmare Before Christmas (Tim Burton's The Nightmare Before Christmas), regia di Henry Selick (1993)
- La sposa cadavere (Corpse Bride), regia di Tim Burton e Mike Johnson (2005)
- Frankenweenie, regia di Tim Burton (2012)